# Lactatio

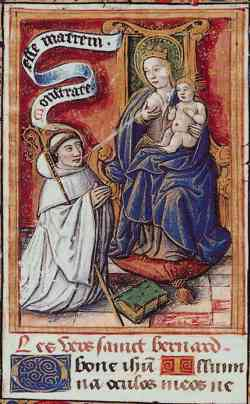
Lactatio des hl. Bernhard, Bilderbibel, unbekannte Quelle

Der Begriff der Lactatio bezeichnet zum einen die Milchabsonderung der weiblichen Brust (siehe Laktation) und zum anderen die Ernährung durch Muttermilch. In der christlichen Ikonographie wird die Jungfrau Maria in diesem Zusammenhang dargestellt.

## Maria lactans
Die nährende Maria (lat.: Maria lactans, wörtlich: milchgebende Maria) ist ein wiederkehrendes Motiv der christlichen Ikonographie. Im Zusammenhang mit christlichen Marien-Visionen, am bekanntesten bei Bernhard von Clairvaux, wird damit das Wunder der Nährung des heiligen Zisterzienserabtes aus der Brust der  Madonna bezeichnet. Legenden über Lactatio-Visionen beschreiben auch die Heilung von Krankheiten durch die Milch Marias oder die besondere Auszeichnung eines Heiligen durch den Vorgang. Lactatio-Visionen, sowohl von Männern als auch von Frauen berichtet, traten in größerem Umfang etwa ab dem 12. Jahrhundert auf.